# Reynold´s News
Reynold's News era un periódico dominical del Reino Unido.Fue  fundado como Reynolds's Weekly Newspaper  por George W. M. Reynolds en 1850, quien se convirtió en su primer editor. En 1870, el periódico vendía más de 350.000 ejemplares semanales. George murió en 1879, y le sucedió como editor su hermano, Edward Reynolds.
Tras la muerte de Edward en 1894, el periódico fue comprado por Henry Dalziel, y en 1924, se retituló Reynold 's Illustrated News. En 1929, el periódico fue adquirido por la Co-operative Press, vinculada al Partido Cooperativo, y, en 1936, su título se acortó a Reynold's News.
Después de que el periodista de izquierdas H. N. Brailsford escribiera una serie de artículos en Reynold's News criticando los juicios celebrados en Moscú, el periódico recibió cientos de cartas tanto apoyando a Brailsford como criticándole. En 1944, se retituló de nuevo, esta vez como Reynold's News and Sunday Citizen. Durante la década de 1950, empezó a tener pérdidas y se relanzó en 1962 como tabloide, el Sunday Citizen, pero el último número se publicó el 18 de junio de 1967.

## Editores
| Fecha | Editores              |
| ----- | --------------------- |
| 1850  | George W. M. Reynolds |
| 1879  | Edward Reynolds       |
| 1894  | William Thompson      |
| 1907  | Henry Dalziel         |
| 1920  | John Crawley          |
| 1929  | Sydney Elliott        |
| 1941  | Bill Richardson       |

En 1949, Terence Robertson se incorporó al periódico como editor de noticias. Robertson tuvo una agitada vida privada y en 1955 se vio implicado en el fatal accidente de coche en el que murió Vickie Martin, protegida de Stephen Ward. Posteriormente escribió varios libros de éxito antes de emigrar a Canadá. Al parecer, se suicidó en 1970 mientras trabajaba en un libro sobre la familia Bronfman.